# بسدییاس
بسدییاس دهستانی در استان آبیلای اسپانیا است.
در این دهستان ۱۵۳ نفر زندگی می‌کنند. مساحت این دهستان ۲۰٫۰۸ کیلومتر مربع است.